# Berta Kaiser
Berta Kaiser (geboren als Berta Buchner; * 25. August 1875 in Kitzingen; † 7. Oktober 1962 in München) war eine Malerin des Impressionismus.

## Leben und Wirken
Berta Kaiser wurde am 25. August 1875 als Berta Buchner in der kreisunmittelbaren Stadt Kitzingen in Unterfranken geboren. Sie entstammte einer Weinhändlerfamilie, der ältere Bruder Alfred Buchner wurde später Heimatdichter. Bereits mit 18 Jahren heiratete sie und bekam mit ihrem Mann zwei Kinder. In der Folgezeit zog sie nach München. Zunächst hatte Kaiser als Turnierreiterin Erfolg. Überliefert ist außerdem die Rettung eines Menschen vom Tod durch Ertrinken, wofür sie die bayerische Rettungsmedaille erhielt. 
In der bayerischen Hauptstadt besuchte sie ab 1902 die Damenakademie München und lernte bei Heinrich Knirr und Angelo Jank. Später wurde sie bei Hans von Hayek in Dachau und Julius Exter in Feldwies am Chiemsee ausgebildet. Während Hayek vor allem die Landschaftsmalerei im Münchner Umland förderte, konzentrierte sich Exter auf die Ausbildung an Aktstudien im Freilicht. Kaiser arbeitete vor allem in den Formen des Impressionismus, wobei sie eine eigenständige Ausformung des Malstils entwickelte.
Berta Kaiser war vor allem für ihre Landschaftsdarstellungen und Blumenbilder bekannt. Daneben haben sich mehrere Bildnisse von ihr erhalten. Die Künstlerin stellte ihre Werke ab etwa 1911 jedes Jahr im Münchner Glaspalast aus, daneben sind Ausstellungen auch in weiteren Häusern wie den Schauen des Münchner Kunstvereins und der dem Nationalsozialismus nahestehenden „Kameradschaft der Künstler Münchens“ überliefert. Schnell wurde sie Teil der Münchner Luitpold-Gruppe. Der bayerische Staat erwarb ein Blumenbild und ein Porträt von der Künstlerin. Im Jahr 1944 wurde ihr Atelier in München ausgebombt. In den folgenden Jahren lebte die Malerin in Partenkirchen. Berta Kaiser starb im Oktober 1962 in München und wurde im Alten Friedhof in Kitzingen beerdigt.

## Werke (Auswahl)
Die Werke Kaisers sind heute in vielen bayerischen Museen zu finden. Ausgestellt werden ihre Werke unter anderem im Lenbachhaus in München, im Münchner Stadtmuseum und im Armeemuseum Ingolstadt. Das Selbstporträt von 1920 hängt in Würzburg im Kulturspeicher. Im Zentrum weiterer Porträtarbeiten stehen die Spitzen der Kitzinger und Sulzfelder Gesellschaft. Unter anderem hat Berta Kaiser 1938 ihren Bruder Alfred Buchner gemalt. Im Jahr 2009 widmete das inzwischen aufgelöste Städtische Museum Kitzingen der Malerin eine Werkschau. Die Werke der Künstlerin werden außerdem immer wieder im Kunsthandel versteigert.